# 軌道条例
軌道条例（きどうじょうれい、明治23年法律第71号）は、一般公衆（公共）の運輸営業を目的とする軌道を監督する法律である。
当初は馬車鉄道とそれに準じる鉄道についての監督を目的としていた。

## 経緯
1892年(明治25)9月、内務大臣は電気鉄道が軌道条例に拠るべきか私設鉄道条例に拠るべきか明文化されていなかったために電気鉄道の主管区別について閣議を請い、同年10月5日、内閣は以下のように決した。
「鉄軌を道路上に布設し車輛も原動力車一箇原動力車及客車或は貨車一箇併せて二輛に過ぎざるの程度を以てし又速度も緩やかに他の通行者に対し危険の処なきものは軌道条例所謂馬車鉄道に準ずべきものなるを以て此等は軌道条例に依り処分するものとし、其他軌道を布設するに重もに道路線に依らず別段に軌道敷を設け又其運輸方も数多の車輛を以て列車を組織し往復するものは之を私設鉄道条例に依らしむるを至当とす」
1895年(明治28)7月、閣議により軌道条例による電気鉄道の車両走行速度について、1時間8マイルの制限が設けられた(1911年(明治44)に1時間25マイルに改正された)。当時、軌道は道路の交通を補助するものとして認識されていた。
1908年(明治41)10月22日、勅令第266号公布により逓信省との共同管轄が定められた。同年12月5日には鉄道院官制の公布により勅令第307号を以て管轄が内閣直轄の鉄道院へと移行した。
動力が電気以外では、1898年(明治33)に蒸気、1902年(明治37)に瓦斯に対して初めて軌道条例が適用された。
1924年（大正13年）に軌道法の施行に伴って廃止された。

## 条文
公布時は全3条、その後1918年の改正で第4条を追加して全4条となり、1919年の最終改正時に第4条改正および第5条追加により全5条となった。